# غيضه البهيش (بروم ميفع)
'

تعديل مصدري - تعديل

غيضه البهيش هي إحدى قرى عزلة بروم بمديرية بروم ميفع التابعة لمحافظة حضرموت، بلغ تعداد سكانها 1634 نسمة حسب تعداد اليمن لعام 2004.